# Branford (Connecticut)
Branford é uma cidade costeira localizada no Estuário de Long Island, no Condado de New Haven, Connecticut, Estados Unidos, a cerca de 10 km a leste do centro de New Haven. Branford faz fronteira com East Haven a oeste, Guilford a leste e North Branford ao norte. A população era de 28.273 no censo de 2020.

## Geografia
De acordo com o Departamento do Censo dos Estados Unidos, a cidade tem uma área total de 73 km2, 57 km2 composta por terra e 16 km2 (21,5%) por água. Há dois portos, o mais central Branford Harbor e o Stony Creek Harbor no extremo leste, e uma praia municipal em Branford Point. Grande parte da fronteira da cidade com East Haven, a oeste, é dominada pelo Lago Saltonstall, um reservatório de propriedade da Autoridade Regional de Água do Centro-Sul de Connecticut, e pela Montanha Saltonstall, uma cadeia de montanhas rochosas que se estende até a fronteira de Vermont. O extremo sul do Metacomet Ridge, Beacon Hill, está localizado em Branford.

## História
Uma área chamada Totoket, que se tornou Branford, fazia parte da terra comprada dos índios Mattabesech em 1638 pelos primeiros colonos ingleses de New Haven. Anteriormente, os holandeses nos assentamentos da Nova Holanda estabeleceram um posto comercial na foz do rio Branford no século XVII, a origem do nome "Dutch Wharf", também conhecido como "Dutch House Wharf" e Dutch House Quarter. A área também foi descrita por Ezra Stiles como contendo um "Forte Holandês", conforme sugerido por escavações arqueológicas concluídas na década de 1990.
Diz-se que o nome da cidade deriva da cidade de Brentford, na Inglaterra. A cidade nos primeiros mapas era chamada de Brentford antes de ser renomeada para Branford. Fundada em 1644, Branford cresceu durante os séculos XVIII e XIX. No final do século XVIII, a primeira comunidade costeira, Stony Creek, foi estabelecida. Indian Neck e Pine Orchard também foram colonizados, mas nenhum deles foi permanente até meados do século XIX.
Em meados do século XIX, Branford se tornou uma popular área de resort. Aproximadamente vinte hotéis foram inaugurados, incluindo Indian Point House em Stony Creek, Montowese House em Indian Neck e Sheldon House em Pine Orchard.
No censo de 2000, havia 28.683 pessoas, 12.543 domicílios e 7.663 famílias residindo no núcleo urbano. A densidade populacional era 1,305,2 habitantes por milha quadrada (0,50 /km²). Havia 13.342 unidades habitacionais com uma densidade média de 607,1 por milha quadrada (234,4 /km2). A composição racial da cidade era 94,05% branca, 1,35% afro-americana, 0,10% nativa americana, 2,72% asiática, 0,06% das ilhas do Pacífico, 0,53% de outras raças e 1,20% de duas ou mais raças. Espanhóis ou latinos de qualquer raça representam 2,57% da população.
Havia 12.543 domicílios, dos quais 25,7% tinham filhos menores de 18 anos morando com eles, 47,9% eram casais morando juntos, 9,8% tinham uma mulher como chefe de família sem marido presente e 38,9% não eram famílias. 32,4% de todos os domicílios eram compostos por indivíduos e 11,6% tinham alguém morando sozinho com 65 anos ou mais. O tamanho médio da família era de 2,26 pessoas e o tamanho médio da família era de 2,90 pessoas.

## Transporte

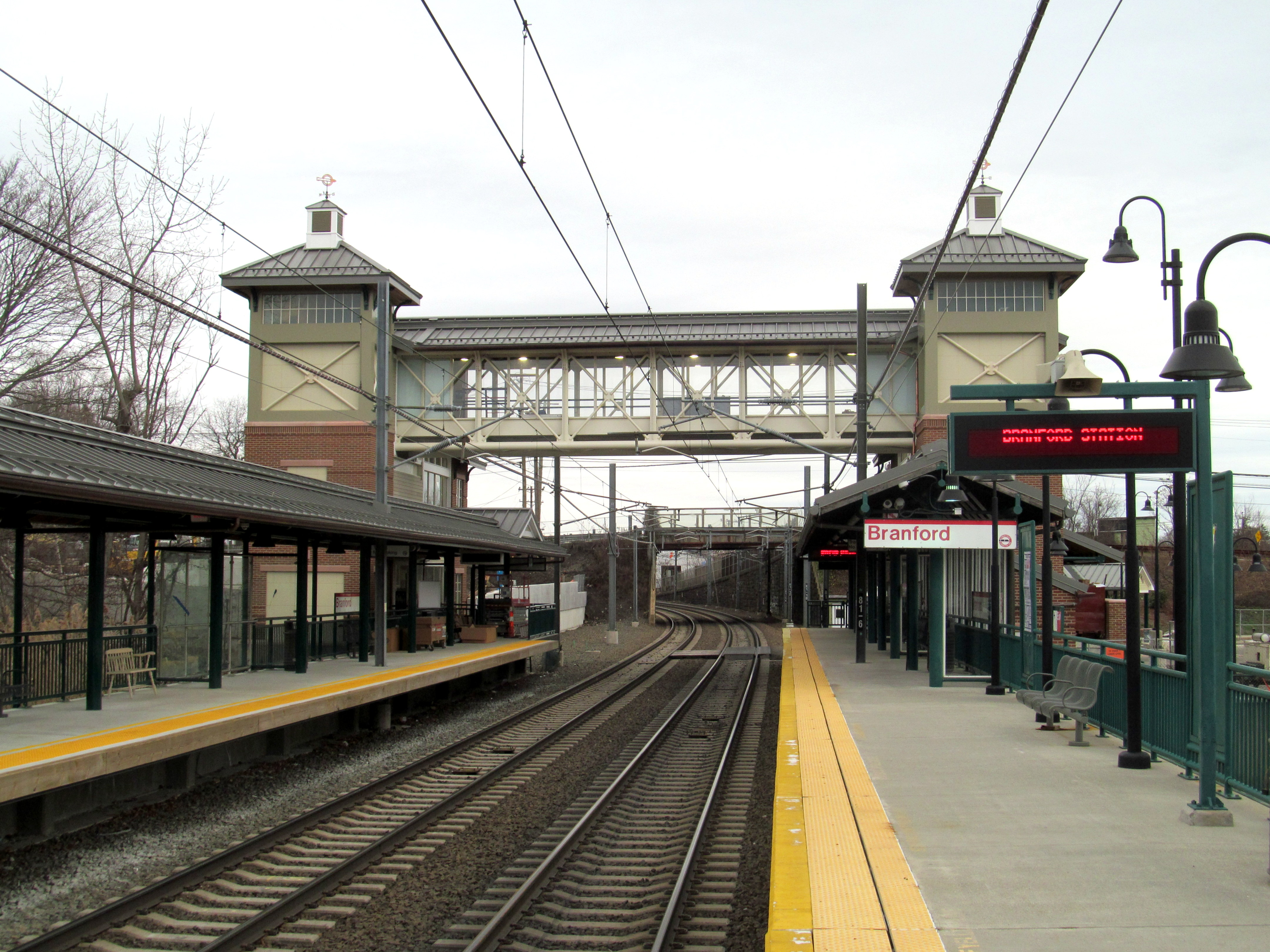
A estação ferroviária de Branford é servida pela Shore Line East

A principal rodovia que atravessa a cidade é a Interstate 95, que percorre a costa leste dos Estados Unidos. A cidade tem uma estação na linha ferroviária de passageiros Shore Line East, que vai de New London a New Haven.

## Cultura
Um dos maiores eventos em Branford todos os anos é o Festival de Branford no fim de semana do Dia dos Pais, que oferece comida, artesanato, passeios infantis e música
Uma venda de livros é realizada anualmente a cada outono no parque Branford Green para arrecadar fundos para a biblioteca da cidade.

## Pessoas notáveis
- Skylar Dunn, atriz;
- Bob DuPuy, presidente e diretor de operações da Major League Baseball (MLB);
- Selma Engel-Wijnberg (1922–2018), sobrevivente do Holocausto;
- Edward Kennedy Jr. (Ted), senador estadual, filho do senador dos Estados Unidos Ted Kennedy;[8]
- Norodom Yuvaneath, filho primogênito de Norodom Sihanouk do Camboja;
- Thomas Steitz, laureado com o Nobel de Química em 2009.[9]